# تابستان نشین (املش)
تابستان نشین یک روستا در ایران است که در دهستان املش جنوبی در شهرستان املش استان گیلان واقع شده‌است. تابستان نشین ۲۶۷ نفر جمعیت دارد.